# Fampoux
Fampoux est une commune française située dans le département du Pas-de-Calais en région Hauts-de-France. Ses habitants sont appelés les Fampolois.
La commune fait partie de la communauté urbaine d'Arras qui regroupe 46 communes et compte 109 776 habitants en 2021.

## Géographie

### Localisation
Localisée dans le sud-est du département du Pas-de-Calais, Fampoux est une commune traversée par la Scarpe canalisée et située, à vol d'oiseau, à 6 km à l'est de la commune d’Arras (chef-lieu d'arrondissement et préfecture du Pas-de-Calais).
Le territoire de la commune est limitrophe de ceux de six communes.
Les communes limitrophes sont  Athies, Feuchy, Gavrelle, Monchy-le-Preux, Pelves et Rœux.

### Géologie et relief
La superficie de la commune est de 8,64 km2 ; son altitude varie de 45  à   102 m.

### Hydrographie
Le territoire de la commune est situé dans le bassin Artois-Picardie.
La commune est traversée par la Scarpe canalisée, d'une longueur de 67 km, qui prend sa source dans la commune d'Arras et se jette dans L'Escaut canalisée au niveau de la commune de Mortagne-du-Nord dans le département du Nord.

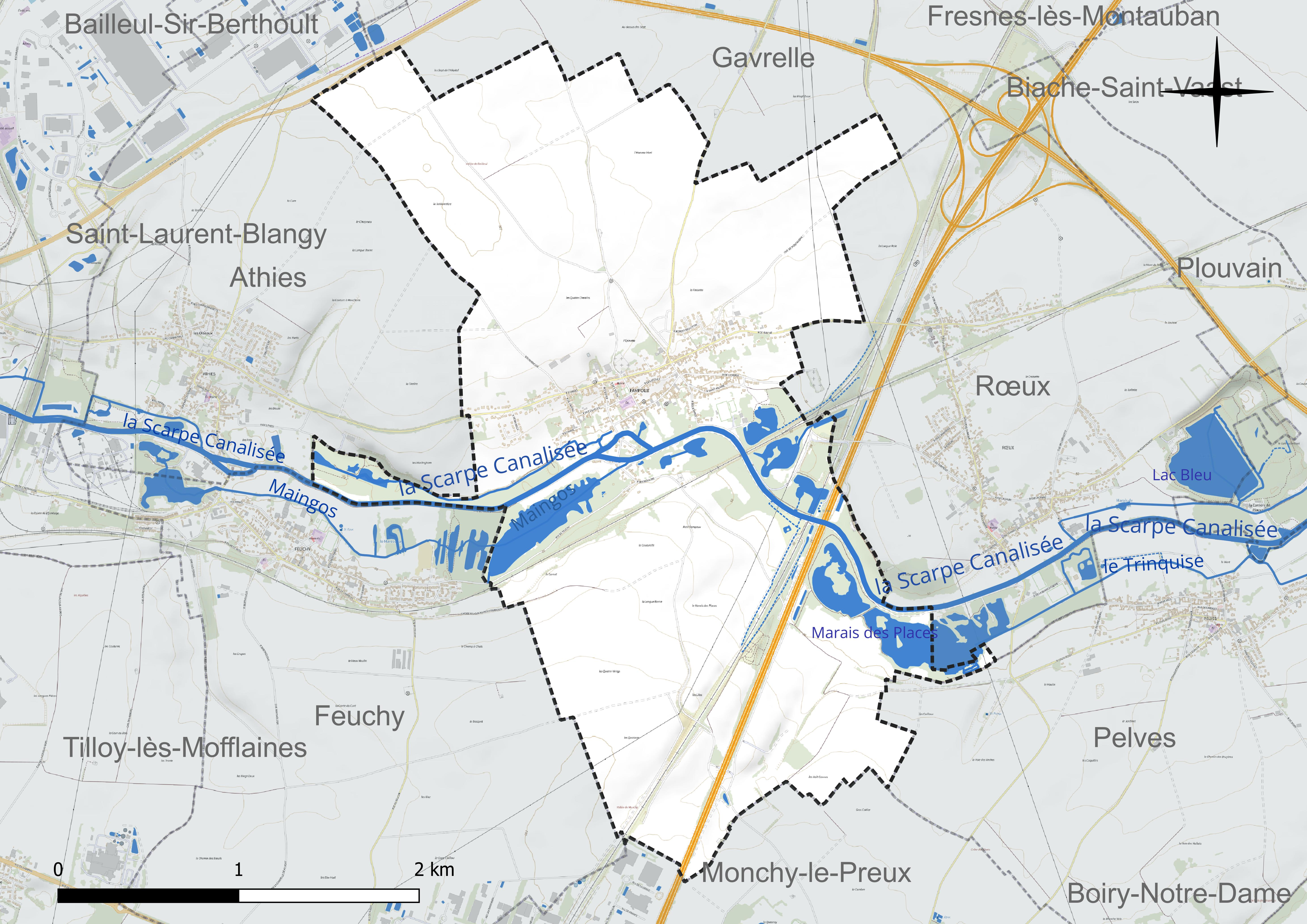
Réseau hydrographique de Fampoux.

Deux autres petits cours d'eau drainent le territoire de la commune :
- le Maingos, d'une longueur de 2,9 km, qui prend sa source dans la commune de Feuchy et se jette dans la Scarpe canalisée au niveau de la commune[5] ;
- le Fampoux, d'une longueur de 0,12 km, qui prend sa source dans la commune et se jette dans la Scarpe canalisée au niveau de la commune[6].

### Climat
Pour des articles plus généraux, voir Climat des Hauts-de-France et Climat du Pas-de-Calais.
En 2010, le climat de la commune est de type climat océanique dégradé des plaines du Centre et du Nord, selon une étude du CNRS s'appuyant sur une série de données couvrant la période 1971-2000. En 2020, Météo-France publie une typologie des climats de la France métropolitaine dans laquelle la commune est exposée à un climat océanique et est dans la région climatique Nord-est du bassin Parisien, caractérisée par un ensoleillement médiocre, une pluviométrie moyenne régulièrement répartie au cours de l’année et un hiver froid (3 °C).
Pour la période 1971-2000, la température annuelle moyenne est de 10,4 °C, avec une amplitude thermique annuelle de 14,7 °C. Le cumul annuel moyen de précipitations est de 693 mm, avec 11,7 jours de précipitations en janvier et 8,9 jours en juillet. Pour la période 1991-2020, la température moyenne annuelle observée sur la station météorologique la plus proche, située sur la commune de Wancourt à 6 km à vol d'oiseau, est de 10,8 °C et le cumul annuel moyen de précipitations est de 711,4 mm,. Pour l'avenir, les paramètres climatiques de la commune estimés pour 2050 selon différents scénarios d'émission de gaz à effet de serre sont consultables sur un site dédié publié par Météo-France en novembre 2022.

### Milieux naturels et biodiversité

#### Espace protégé et géré
La protection réglementaire est le mode d’intervention le plus fort pour préserver des espaces naturels remarquables et leur biodiversité associée.
Dans ce cadre, la commune fait partie d'un espace protégé : le marais Philippe Rapeneau, d’une superficie de 14,151 ha, terrain géré (location, convention de gestion) par le Conservatoire d'espaces naturels des Hauts-de-France.

#### Zones naturelles d'intérêt écologique, faunistique et floristique
L’inventaire des zones naturelles d'intérêt écologique, faunistique et floristique (ZNIEFF) a pour objectif de réaliser une couverture des zones les plus intéressantes sur le plan écologique, essentiellement dans la perspective d’améliorer la connaissance du patrimoine naturel national et de fournir aux différents décideurs un outil d’aide à la prise en compte de l’environnement dans l’aménagement du territoire.
Le territoire communal comprend une ZNIEFF de type 1 : les marais de Biache-St-Vaast à Saint-Laurent-Blangy, d’une superficie de 601 ha. Cet ensemble de marais s’inscrit dans le système alluvial de la moyenne vallée de la Scarpe, base fondatrice de la trame verte et bleue. Aménagé pour diverses activités humaines (accueil du public, pêche, loisirs…), il constitue néanmoins un cœur de nature sur le plan de la biodiversité.
et une ZNIEFF de type 2 : la vallée de la Scarpe entre Arras et Vitry-en-Artois, d’une superficie de 1 632 ha et d'une altitude variant de 43  à   62 mètres. Sur ce site alluvial inondable plus ou moins tourbeux on y trouve des sites remarquables : le marais de Vitry en Artois, le marais du pont à Rœux et le secteur des anciennes tourbières de Plouvain et Biache-Saint-Vaast.

Carte des ZNIEFF de type 1 et 2 sur la commune
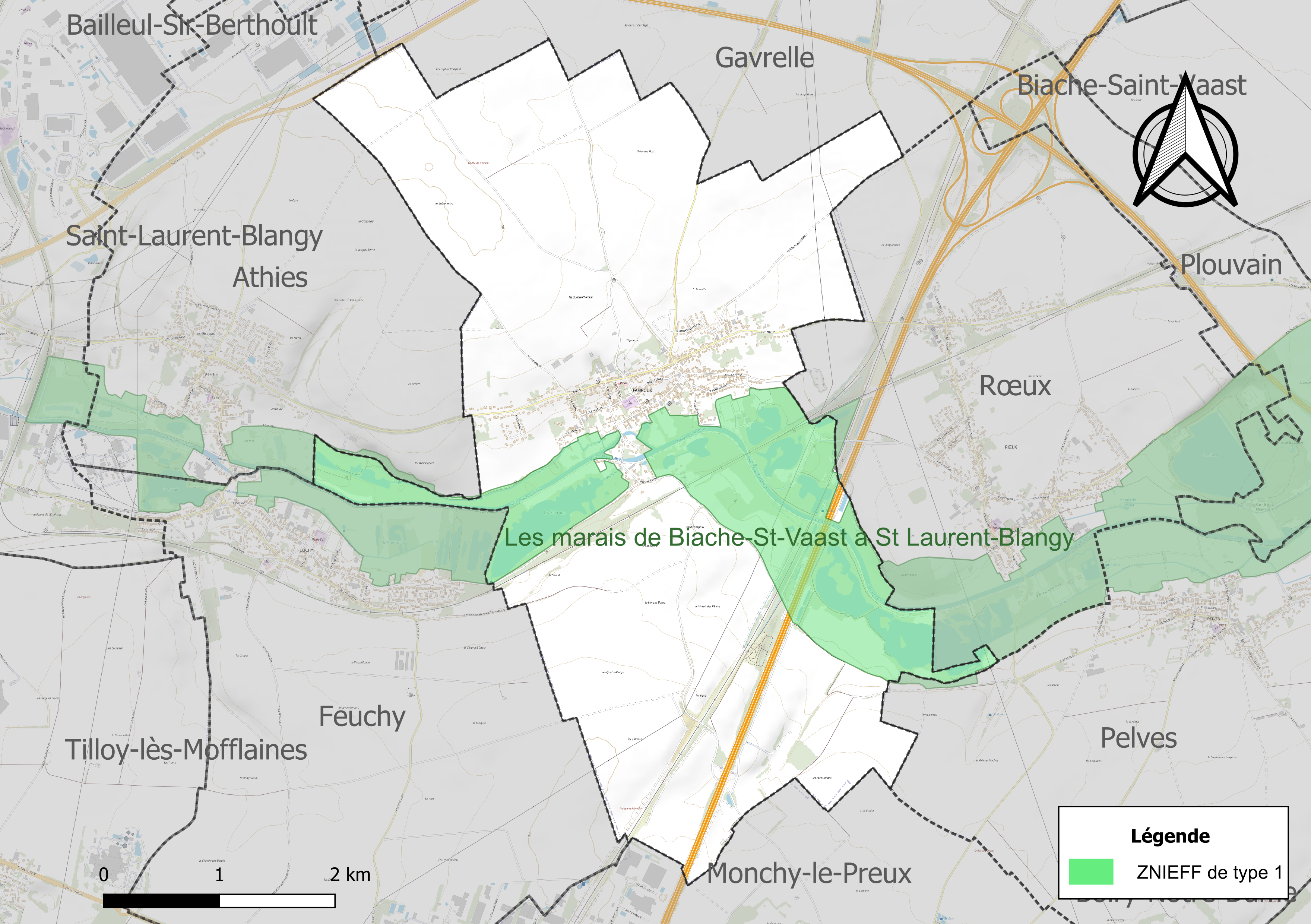
Carte de la ZNIEFF de type 1 sur la commune.
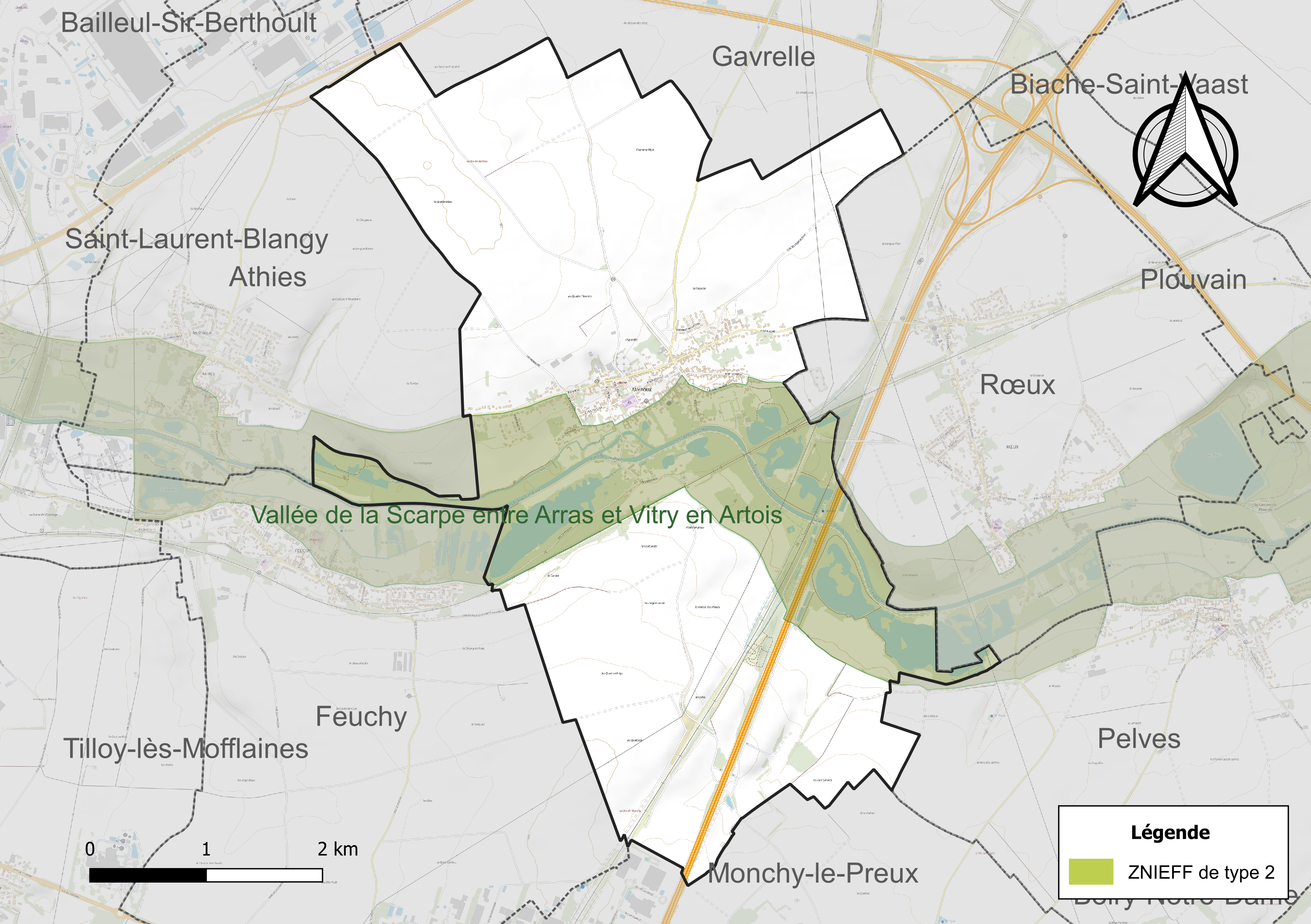
Carte de la ZNIEFF de type 2 sur la commune.

## Urbanisme

### Typologie
Au 1er janvier 2024, Fampoux est catégorisée ceinture urbaine, selon la nouvelle grille communale de densité à sept niveaux définie par l'Insee en 2022.
Elle est située hors unité urbaine. Par ailleurs la commune fait partie de l'aire d'attraction d'Arras, dont elle est une commune de la couronne,. Cette aire, qui regroupe 163 communes, est catégorisée dans les aires de 50 000 à moins de 200 000 habitants,.

### Occupation des sols
L'occupation des sols de la commune, telle qu'elle ressort de la base de données européenne d’occupation biophysique des sols Corine Land Cover (CLC), est marquée par l'importance des territoires agricoles (74,7 % en 2018), en diminution par rapport à 1990 (77,4 %). La répartition détaillée en 2018 est la suivante : 
terres arables (74,6 %), zones humides intérieures (13,8 %), zones urbanisées (6,7 %), zones industrielles ou commerciales et réseaux de communication (2,5 %), eaux continentales (2,3 %), prairies (0,1 %). L'évolution de l’occupation des sols de la commune et de ses infrastructures peut être observée sur les différentes représentations cartographiques du territoire : la carte de Cassini (XVIIIe siècle), la carte d'état-major (1820-1866) et les cartes ou photos aériennes de l'IGN pour la période actuelle (1950 à aujourd'hui).

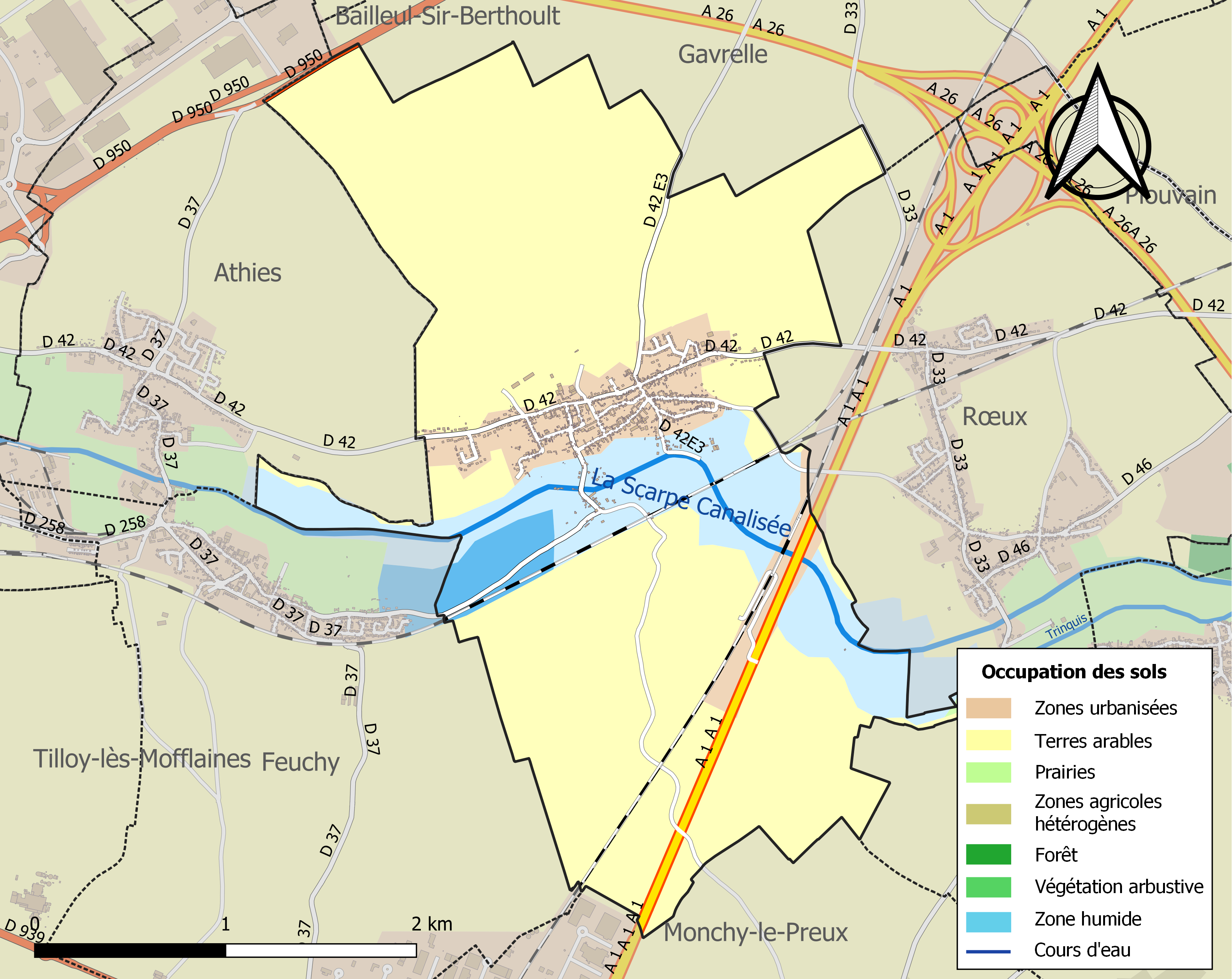
Carte des infrastructures et de l'occupation des sols de la commune en 2018 (CLC).

### Voies de communication et transports
La commune est desservie par les routes départementales D 42 et D 42 E3 et est située à 6 km, au nord, de la sortie no 15 de l'autoroute A 1 reliant Paris et Lille.

#### Transport ferroviaire
La commune se trouve à 11 km, à l'est, de la gare d'Arras, située sur la ligne de Paris-Nord à Lille, desservie par des TGV inOui et des trains régionaux du réseau TER Hauts-de-France.

## Toponymie
Le nom de la localité est attesté sous les formes Fampolium en 1096 ; Famplus de 1154 à 1159 ; Fanpous en 1171 ; Fampus, Fanpus au XIIe siècle ; Fanpos en 1206 ; Fampos en 1239 ; Fampous en 1235 ; Frampous en 1269 ; Fampoux au XIIIe siècle ; Fampoulx en 1375 ; Famepoux en 1774 ; Fampoux-le-Grand en 1793, Fampoux depuis 1793 et 1801.

## Histoire

### Préhistoire
Des témoignages d'occupation préhistorique ont été retrouvés sur la commune et dans la vallée de la Scarpe, correspondant à l'âge de pierre (extraction de silex,) et à l'âge du fer. Des artéfacts de l'âge du bronze ont aussi été trouvés.

### Protohistoire
L'archéologue Jacques Leman-Delerive (1981) a étudié à Fampoux une sépulture isolée (fosse ovoïde) découverte à l’occasion de travaux d'aménagement chez un particulier. Cette tombe a été datée du «fin Tène I - début Tène II» grâce à un bracelet de bronze présent au poignet de l’avant-bras gauche. Le mort y avait été déposé en position demi-fléchie sur le côté gauche. Plus tard la fosse (et une partie du squelette) ont été endommagés par l'implantation d'un poteau à une époque qui n’a pu être déterminée et de datation non confirmée. Selon Blondiaux (1981) il s'agit des restes d’une femme, jeune, gracile et très petite et sans doute brachycrâne (presque mésocrânie, euencéphale, à crâne bas)

### Révolution française et Empire
- Au XVIIIe siècle, Maximilien de Robespierre (né à Arras) explique dans une lettre que Fampoux brûle pour la seconde fois. Il soupçonne à cette époque l'Abbaye de Saint-Vaast de disposer d'une presse qui serait à l'origine de l'impression de nombreux libelles anti-révolutionnaires[29].
- 8 juillet 1846 : le Paris – Bruxelles, composé de vingt-huit voitures tractées par deux locomotives, déraille sur la commune de Fampoux, près de la gare de Rœux, en passant sur un remblai de la vallée de la Scarpe. Des voitures tombent dans les marais : on dénombre quatorze morts et cinq blessés graves parmi les voyageurs[30],[31]. Un odonyme local (« Rue du 8-Juillet-1846 ») rappelle cet événement.

### Époque contemporaine
La commune et toute la région conservent des séquelles des deux guerres mondiales, et pour Fampoux en particulier de la Première Guerre mondiale. À ce titre, Fampoux est decorée de la croix de guerre 1914-1918, distinction également attribuée à 276 autres communes du Pas-de-Calais.

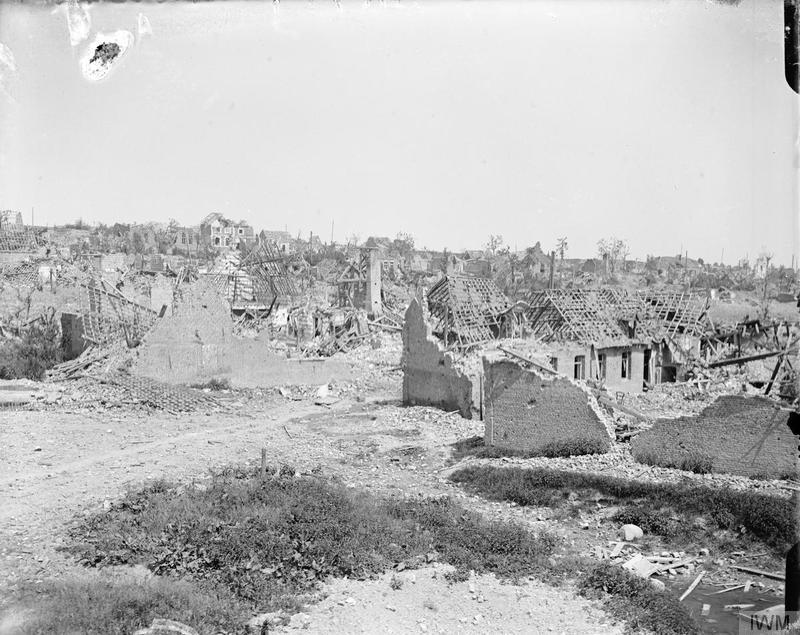
La commune en ruines, le 5 juin 1917.
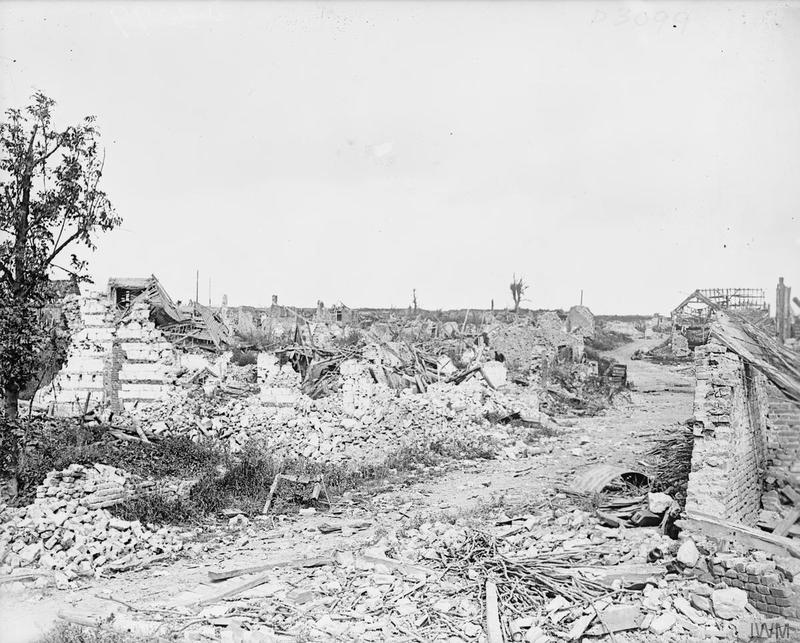
La commune en ruines, le 29 août 1918 .

## Politique et administration

### Découpage territorial
La commune se trouve dans l'arrondissement d'Arras du département du Pas-de-Calais, depuis 1801.

#### Commune et intercommunalités
La commune est membre de la communauté urbaine d'Arras.

#### Circonscriptions administratives
La commune est rattachée au canton d'Arras-2.

#### Circonscriptions électorales
Pour l'élection des députés, la commune fait partie de la deuxième circonscription du Pas-de-Calais.

### Élections municipales et communautaires

#### Liste des maires

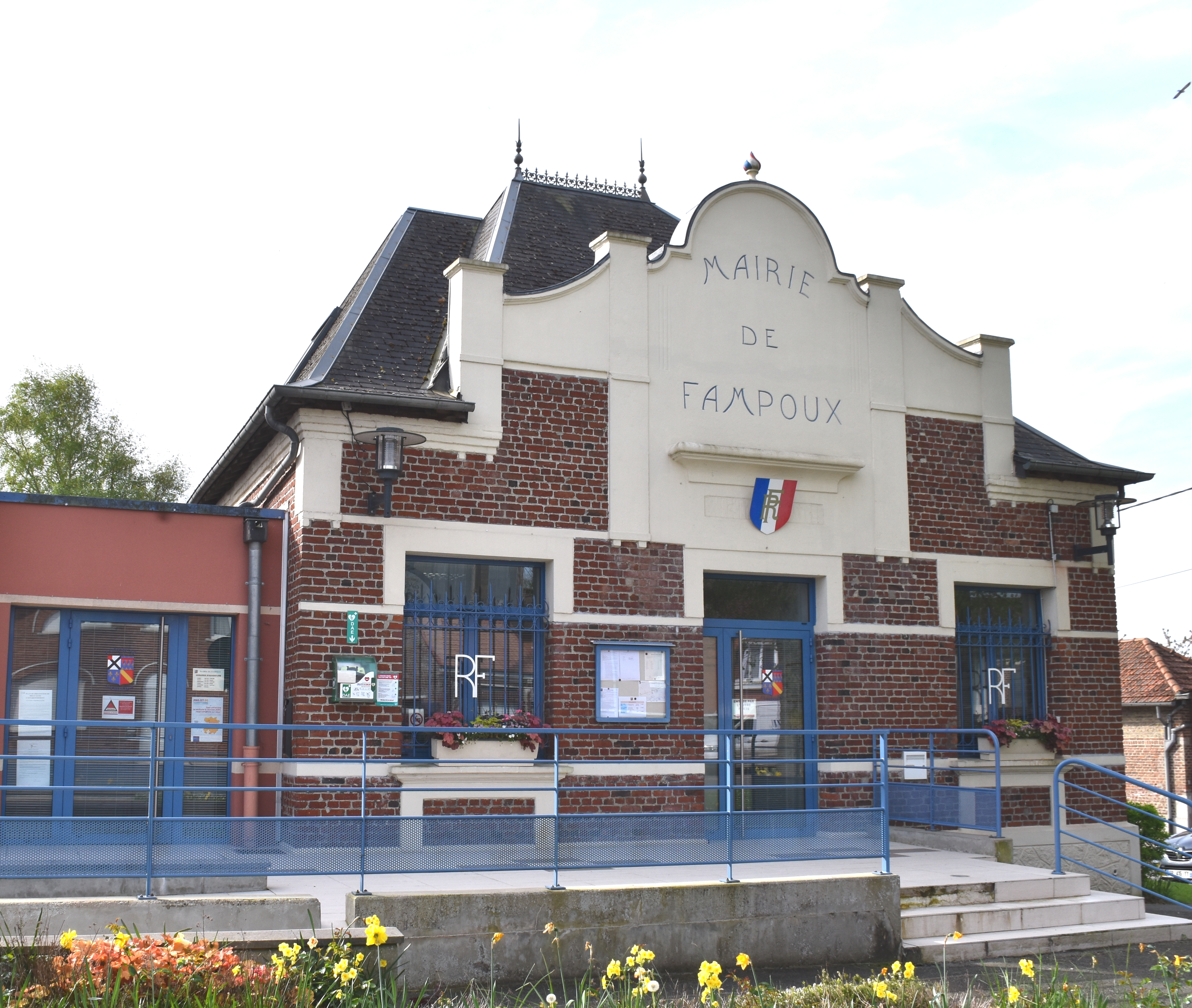
La mairie.

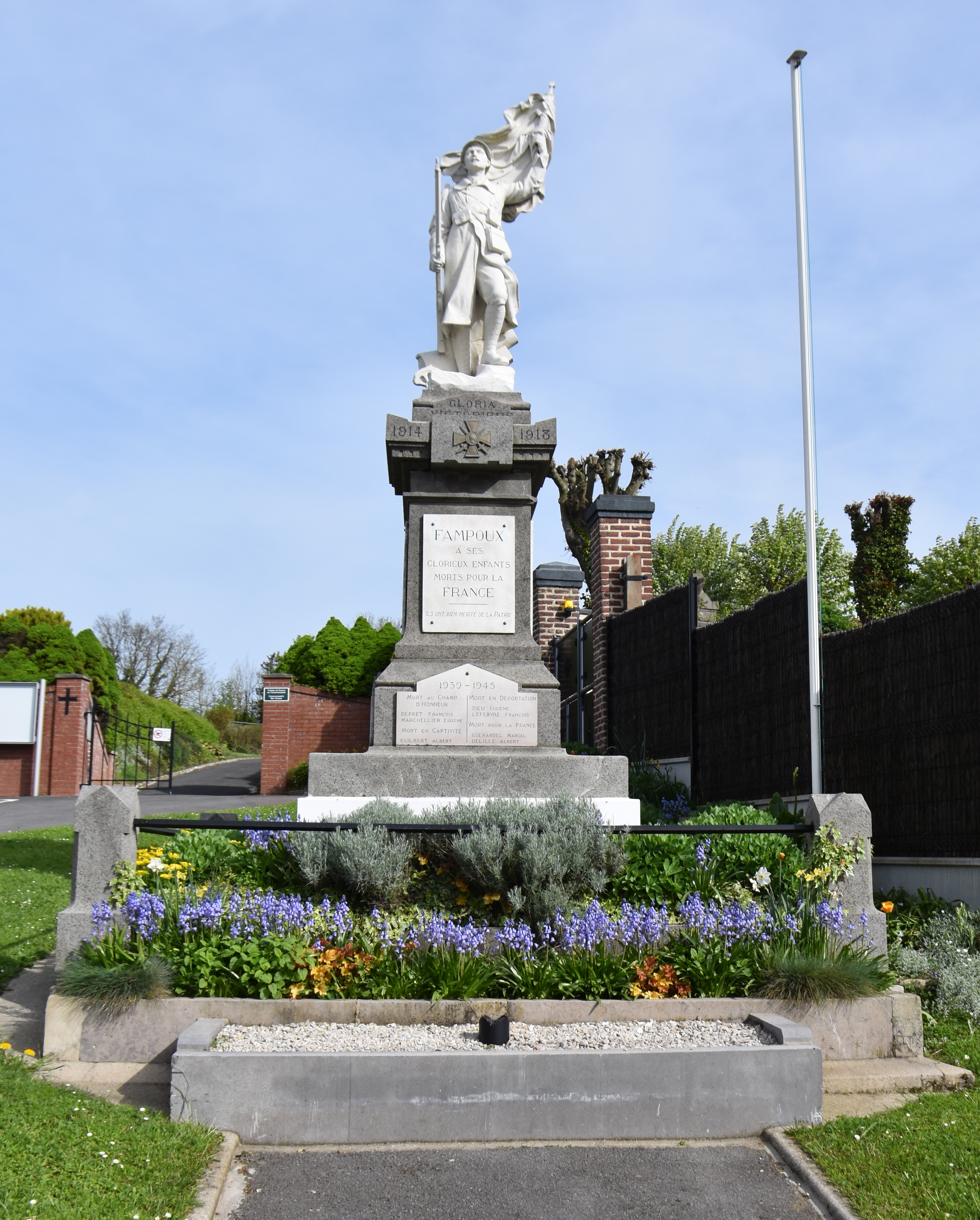
Le monument aux morts.

| Période                                  | Période                       | Identité         | Étiquette     | Qualité                         |
| ---------------------------------------- | ----------------------------- | ---------------- | ------------- | ------------------------------- |
| Les données manquantes sont à compléter. |                               |                  |               |                                 |
| avant 1981                               | ?                             | Bernard Kotrzewa |               |                                 |
|                                          | 2001                          | Jacques Bécu     |               |                                 |
| mars 2001                                | 2020                          | Géry Coulon      | PRG puis EELV | Réélu pour le mandat 2014-2020, |
| 23 mai 2020                              | En cours (au 19 février 2022) | Didier Ledhé     |               | Cadre de la fonction publique,  |

## Équipements et services publics

### Espaces publics
La commune est labellisée « 2 fleurs » au concours des villes et villages fleuris.

### Enseignement
La commune est située dans l'académie de Lille et dépend, pour les vacances scolaires, de la zone B.
Elle administre l'école primaire Paul Verlaine.

### Justice, sécurité, secours et défense
La commune dépend du tribunal judiciaire d'Arras, du conseil de prud'hommes d'Arras, de la cour d'appel de Douai, du tribunal de commerce d'Arras, du tribunal administratif de Lille, de la cour administrative d'appel de Douai, du pôle nationalité du tribunal judiciaire d’Arras et du tribunal pour enfants d'Arras.

## Population et société

### Démographie
Les habitants de la commune sont appelés les Fampolois.

#### Évolution démographique
L'évolution du nombre d'habitants est connue à travers les recensements de la population effectués dans la commune depuis 1793. Pour les communes de moins de 10 000 habitants, une enquête de recensement portant sur toute la population est réalisée tous les cinq ans, les populations de référence des années intermédiaires étant quant à elles estimées par interpolation ou extrapolation. Pour la commune, le premier recensement exhaustif entrant dans le cadre du nouveau dispositif a été réalisé en 2008.

En 2022, la commune comptait 1 243 habitants, en évolution de +6,7 % par rapport à 2016 (Pas-de-Calais : −0,72 %, France hors Mayotte : +2,11 %).
| 1793 | 1800 | 1806  | 1821  | 1831  | 1836  | 1841  | 1846  | 1851 |
| ---- | ---- | ----- | ----- | ----- | ----- | ----- | ----- | ---- |
| 638  | 932  | 1 006 | 1 016 | 1 005 | 1 006 | 1 019 | 1 015 | 964  |

| 1856 | 1861  | 1866  | 1872  | 1876 | 1881  | 1886  | 1891  | 1896  |
| ---- | ----- | ----- | ----- | ---- | ----- | ----- | ----- | ----- |
| 966  | 1 023 | 1 073 | 1 009 | 974  | 1 041 | 1 031 | 1 034 | 1 015 |

| 1901 | 1906 | 1911 | 1921 | 1926 | 1931 | 1936 | 1946 | 1954 |
| ---- | ---- | ---- | ---- | ---- | ---- | ---- | ---- | ---- |
| 978  | 969  | 935  | 703  | 814  | 838  | 802  | 791  | 870  |

| 1962 | 1968 | 1975  | 1982  | 1990  | 1999  | 2006  | 2008  | 2013  |
| ---- | ---- | ----- | ----- | ----- | ----- | ----- | ----- | ----- |
| 946  | 946  | 1 199 | 1 123 | 1 016 | 1 071 | 1 086 | 1 094 | 1 151 |

| 2018  | 2022  | - | - | - | - | - | - | - |
| ----- | ----- | - | - | - | - | - | - | - |
| 1 197 | 1 243 | - | - | - | - | - | - | - |

#### Pyramide des âges
En 2018, le taux de personnes d'un âge inférieur à 30 ans s'élève à 34,3 %, soit en dessous de la moyenne départementale (36,7 %). De même, le taux de personnes d'âge supérieur à 60 ans est de 23,1 % la même année, alors qu'il est de 24,9 % au niveau départemental.
En 2018, la commune comptait 604 hommes pour 593 femmes, soit un taux de 50,46 % d'hommes, légèrement supérieur au taux départemental (48,5 %).
Les pyramides des âges de la commune et du département s'établissent comme suit.
| Hommes | Classe d’âge | Femmes |
| ------ | ------------ | ------ |
| 0,2    | 90 ou +      | 1,9    |
| 5,3    | 75-89 ans    | 8,4    |
| 15,4   | 60-74 ans    | 15,0   |
| 21,2   | 45-59 ans    | 20,4   |
| 21,7   | 30-44 ans    | 22,1   |
| 13,2   | 15-29 ans    | 13,7   |
| 23,0   | 0-14 ans     | 18,5   |

| Hommes | Classe d’âge | Femmes |
| ------ | ------------ | ------ |
| 0,5    | 90 ou +      | 1,6    |
| 5,6    | 75-89 ans    | 8,9    |
| 16,7   | 60-74 ans    | 18,1   |
| 20,2   | 45-59 ans    | 19,2   |
| 18,9   | 30-44 ans    | 18,1   |
| 18,2   | 15-29 ans    | 16,2   |
| 19,9   | 0-14 ans     | 17,9   |

## Culture locale et patrimoine

### Lieux et monuments
- L'église Saint-Vaast.
- Le monument aux morts. la commune de Fampoux est adoptée par les communes du Jorat (Suisse) qui apportèrent leur soutien à l'effort de reconstruction[47].
- Le cimetière britannique Crump Trench British Cemetery, au lieu-dit vallée de Bailleul[48].
- Le cimetière britannique Happy Valley ou Happy Valley British Cemetery Fampoux, chemin de Monchy-le-Preux, lieu-dit les Mangots[48].
- Le cimetière britannique  Level Crossing Cemetery, 'Cimetière du passage à niveau) lieu-dit hameau du Petit Fampoux
- Le cimetière britannique Sunken Road Cemetery, chemin de Bailleul, lieux-dits les Mangots et l'Homme Mort[48].
- Le cimetière britannique Norvignetteerland ou Norvignetteerland Cemetery[48].
- Le cimetière britannique Fampoux British Cemetery dénommé à une époque Helena Trench Cemetery[48].
- Le mémorial des Seaforth Highlanders.
- L'installation de stockage de déchets inertes (ISDI)
- La brasserie Bécu au 10, rue Verlaine[49]

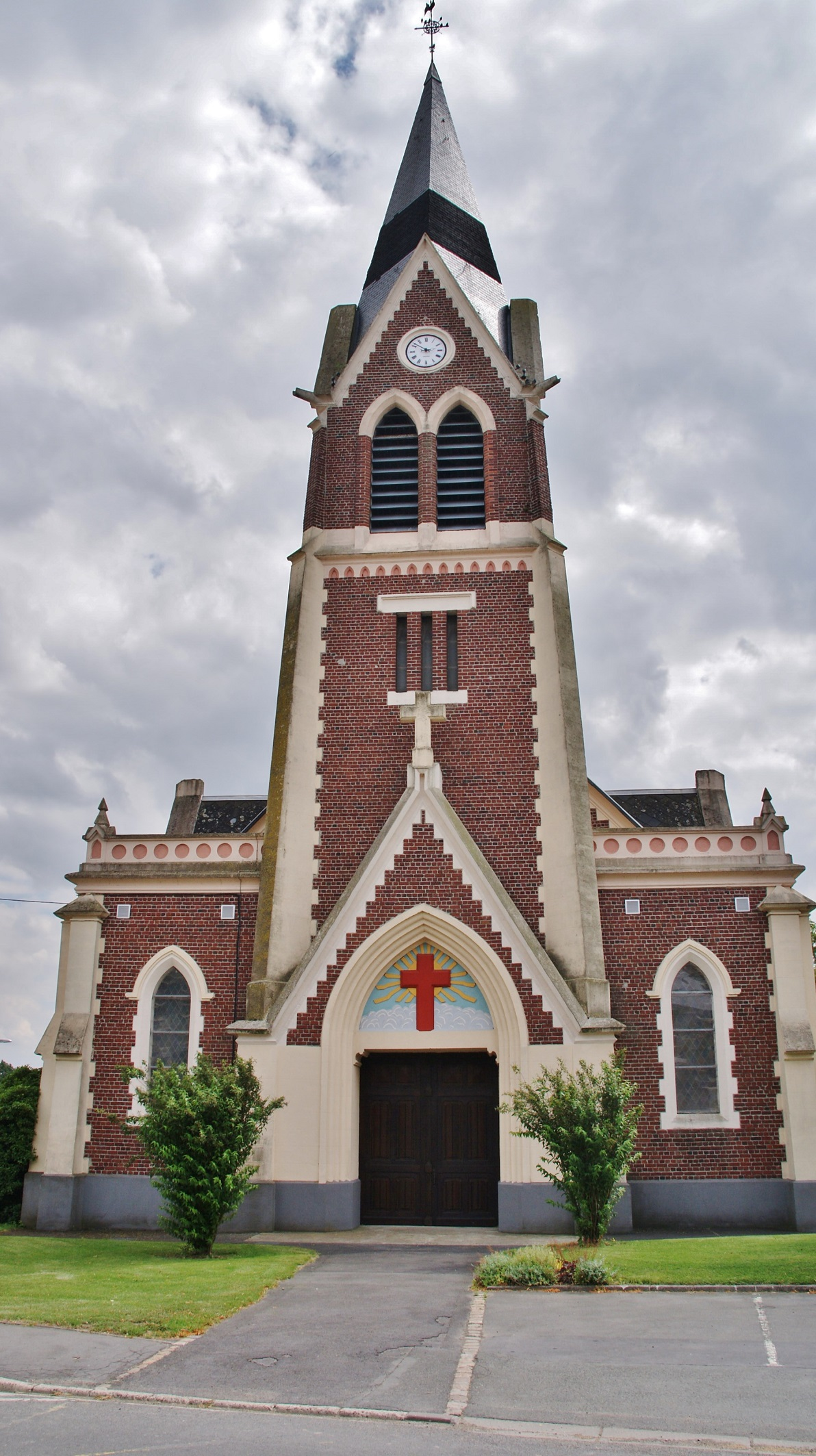
L'église.
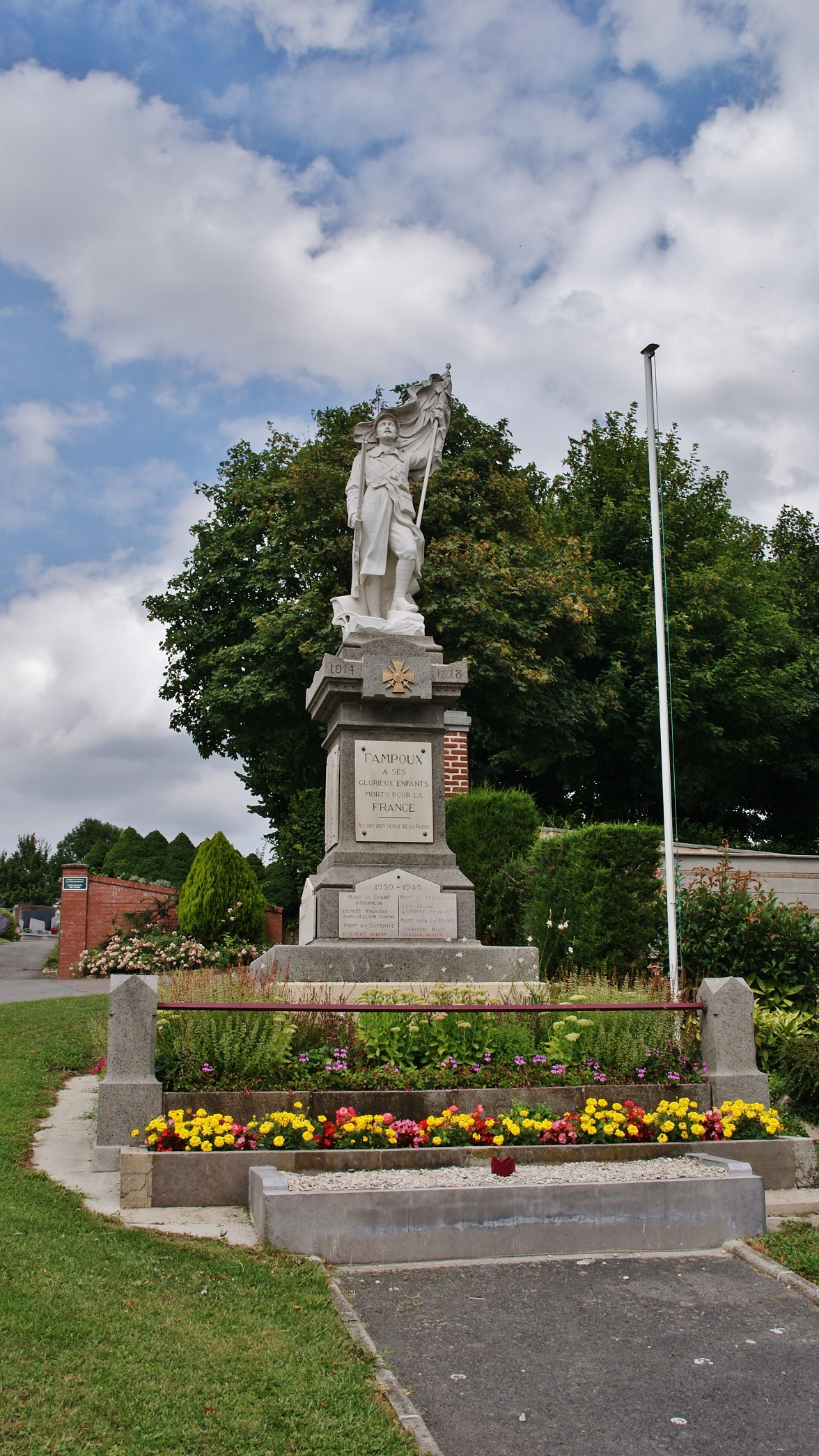
Le monument aux morts.
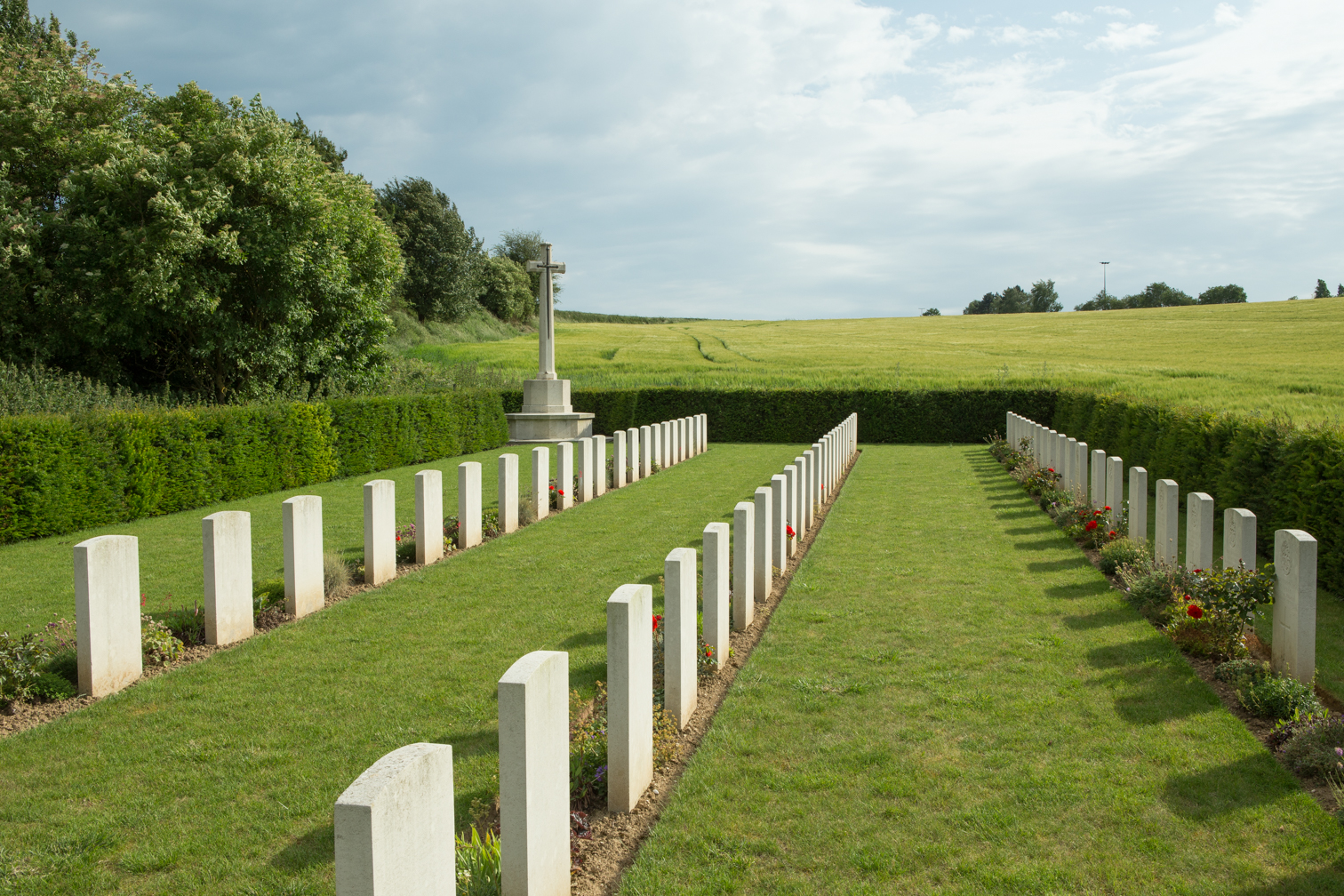
Le cimetière britannique Happy Valley.
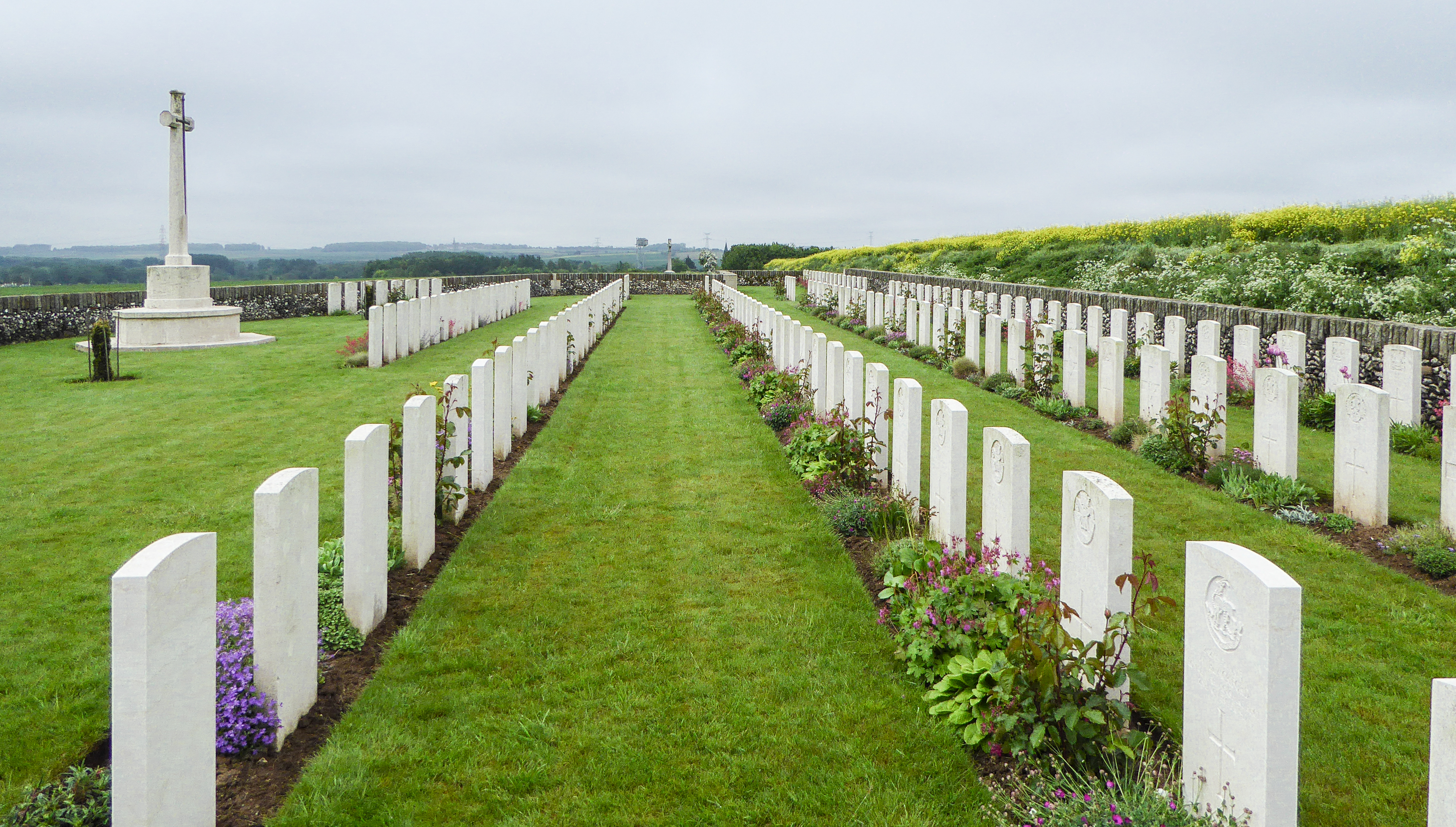
Le cimetière britannique Sunken Road.
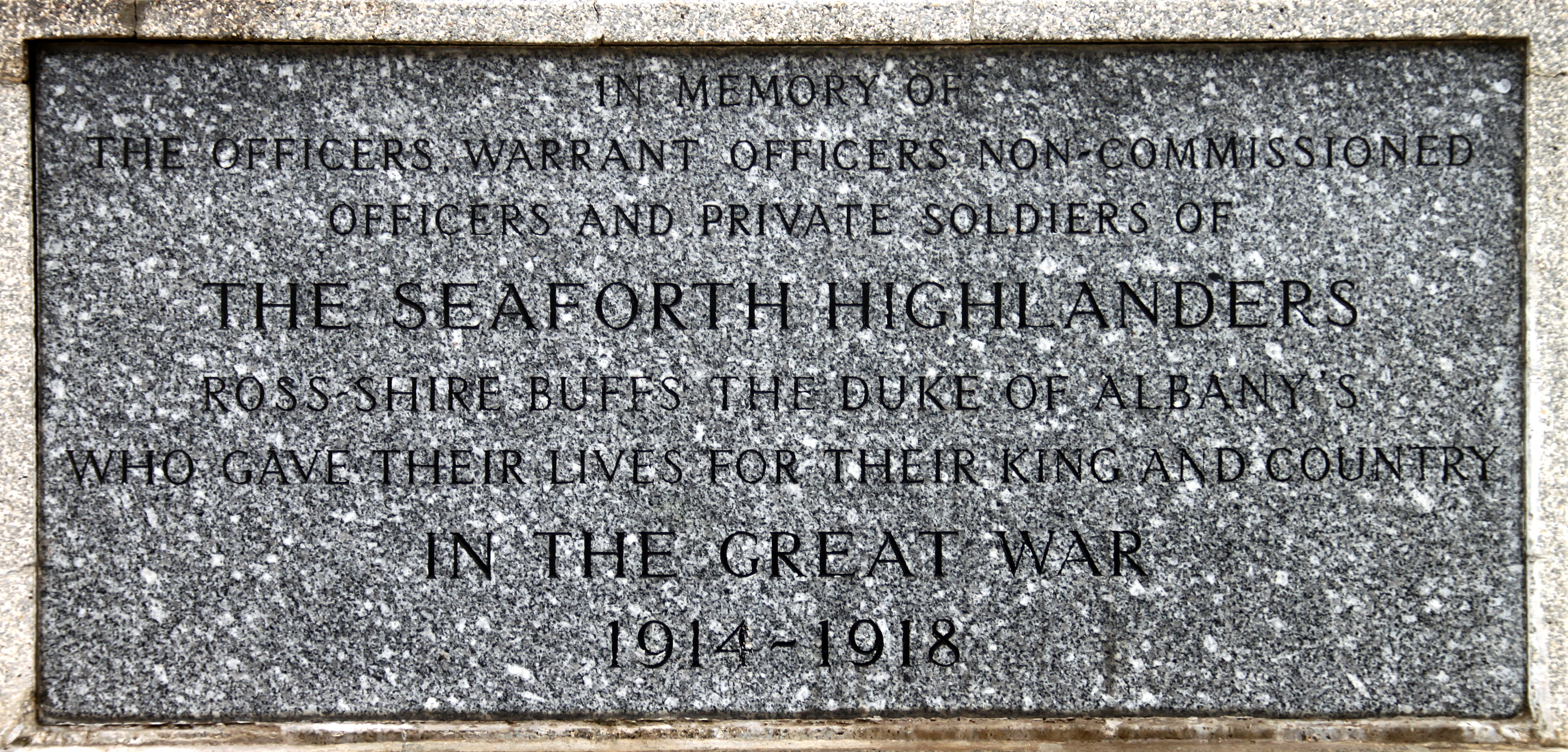
Le mémorial des Seaforth Highlanders.
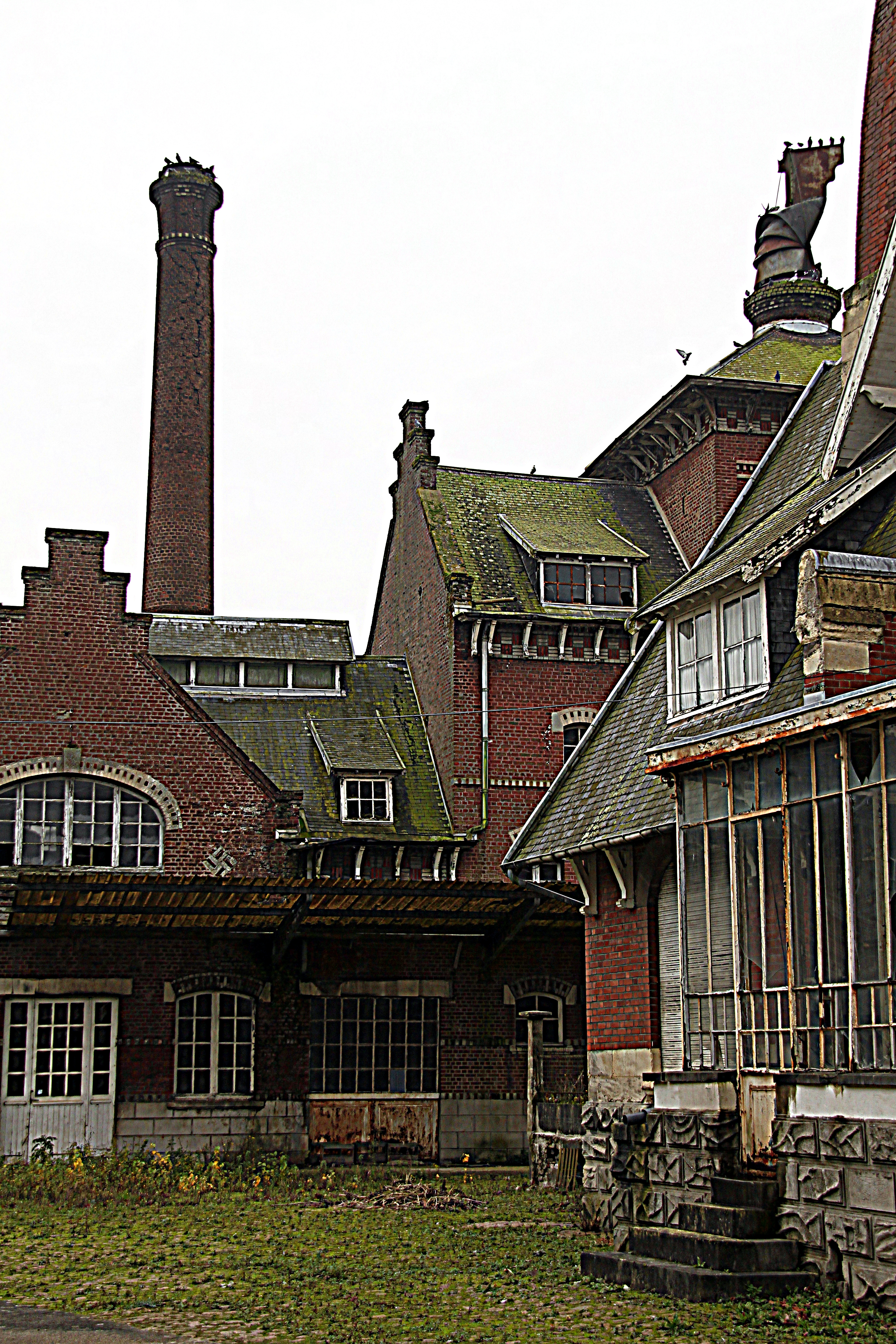
L'ancienne brasserie.

### Personnalités liées à la commune
- Adolphe Lucien Mottez (1822-1892), officier de la Marine nationale , mort dans la commune.
- Paul Verlaine (1844-1896), le poète y passe ses vacances durant plusieurs années car sa mère, originaire du village, y avait de la famille. Une rue et l'école portent son nom.
- Geoffrey Jackson (sportif) (en) (1894-1917), joueur de cricket, mort dans la commune pendant la Première Guerre mondiale.
- Donald MacKintosh (en) (1896-1917), décoré de la croix de Victoria, mort dans la commune pendant la Première Guerre mondiale.

### Héraldique
| Blason de Fampoux | Blason  | Écartelé : au 1er d'argent au sautoir de sable, au franc-canton de gueules, au 2e d'azur semé de fleurs de lis d'or, au lambel de gueules, au 3e d'azur à trois fleurs de lis d'or, au 4e de gueules à la bande d'or. Ornements extérieursCroix de guerre 1914-1918 |
| Blason de Fampoux | Détails | Armes de la famille De Fampoux, armes des comtes d'Artois, armes de la maison de France et armes de la famille De Noailles. Adopté par la municipalité le 22 mars 1991.                                                                                             |

## Pour approfondir